# Guerrero (Chihuahua)
Guerrero (Chihuahua) é uma cidade do estado de Chihuahua, no México.